# Bucht von Tungue
Die Bucht von Tungue (portugiesisch Baía de Tungue, auch Palma-Bucht) ist eine Meeresbucht des Indischen Ozeans in der mosambikanischen Provinz Cabo Delgado.

## Geographie
Im Norden wird die Bucht von Tungue von der Halbinsel des Kap Delgado begrenzt, im Süden von der Halbinsel Afungi. Die Insel Tecomaji ist der Bucht vorgelagert. Vor der südlichen Einfahrt in die Bucht befindet sich die Insel Rongui. Die Bucht erreicht in ihrem zentralen Bereich eine Tiefe von 50 m und ihr Boden besteht aus Sand und schluffigen Sedimenten. Im Jahre 2011 wurden etwa 10 Hektar der Wasserfläche in der Bucht zum Meeresschutzgebiet (Decree No. 71/2011 vom 30. Dezember) erklärt.

## Geschichte
1886 eroberte der portugiesischen Offizier José Raimundo de Palma Velho die Bucht von Tungue, die bis dahin zum Herrschaftsgebiet des Sultans von Sansibar gehört hatte. Der 1889 in der Bucht gegründete Ort Palma ist nach ihm benannt.